# Sigmatineurum chalybeum
Sigmatineurum chalybeum är en tvåvingeart som beskrevs av Octave Parent 1938. Sigmatineurum chalybeum ingår i släktet Sigmatineurum och familjen styltflugor. Inga underarter finns listade i Catalogue of Life.